# Campeonato Africano de Voleibol Feminino de 2021
O Campeonato Africano de Voleibol Feminino de 2021 foi a 20ª edição do torneio organizado pela Confederação Africana de Voleibol (CAVB),  realizado no período de  12 a 19 de setembro com as partidas realizadas na fase de classificação no Kigali Arena e também no Petit Stade, localizadas em Rwanda, com nove países participantes.
A Seleção de Camarões conquista o tricampeonato continental consecutivamente, ao derrotar na final o Quênia, ambas qualificaram para o Mundial de 2022, e completando o pódio Marrocos venceu a Nigéria na decisão do terceiro lugar. A jogadora camaronesa Christelle Nana Tchoudjang foi premiada como a melhor jogadora da competição (MVP)

## Sedes
| Quigali, Ruanda  | Quigali, Ruanda  | QuigaliCampeonato Africano de Voleibol Feminino de 2021 (Ruanda) |
| Kigali Arena     | Petit Stade      | QuigaliCampeonato Africano de Voleibol Feminino de 2021 (Ruanda) |
| Capacity: 10.000 | Capacity: 30.000 | QuigaliCampeonato Africano de Voleibol Feminino de 2021 (Ruanda) |
|                  |                  | QuigaliCampeonato Africano de Voleibol Feminino de 2021 (Ruanda) |

## Equipes qualificadas
| Torneio de qualificação                      | Data                   | Sede  | Vagas | Qualificados                   | Última participação |
| -------------------------------------------- | ---------------------- | ----- | ----- | ------------------------------ | ------------------- |
| Países-sede                                  | 27 de dezembro de 2020 | Cairo | 1     | Ruanda                         | 2011                |
| Campeonato Africano de 2019                  | 9–14 de julho de 2019  | Cairo | 4     | Camarões                       | 2019                |
| Campeonato Africano de 2019                  | 9–14 de julho de 2019  | Cairo | 4     | Quênia                         | 2019                |
| Campeonato Africano de 2019                  | 9–14 de julho de 2019  | Cairo | 4     | Senegal                        | 2019                |
| Campeonato Africano de 2019                  | 9–14 de julho de 2019  | Cairo | 4     | Marrocos                       | 2019                |
| Representantes do Zonal 1 - Norte de África  | 2021                   | Cairo | 1     | Tunísia                        | 2019                |
| Representantes do Zonal 3 - África Ocidental | 2021                   | Cairo | 1     | Nigéria                        | 2019                |
| Representantes do Zonal 4 - África Central   | 2021                   | Cairo | 2     | Burundi                        | Estreante           |
| Representantes do Zonal 4 - África Central   | 2021                   | Cairo | 2     | República Democrática do Congo | 2017                |
| Total                                        | Total                  | Total | 9     |                                |                     |

### Formato da disputa
O torneio é dividido em duas fases: fase classificatória e fase final. Na fase preliminar as 9 equipes participantes dispostas em dois grupos, um com cinco equipes e o outro com quatro,  com um sistema de todos contra todos, as duas primeiras colocadas de cada no grupo avançam as semifinais, as segundas e terceiras melhores colocadas de cada grupo disputam as quartas de final e a quinta colocada finalizava sua participação  em nono lugar. As equipes foram classificadas de acordo com os seguintes critérios
1. Número de vitórias;
2. Pontos;
3. Razão de sets;
4. Razão de pontos;
5. Resultado da última partida entre os times empatados.

- Placar de 3–0 ou 3–1: 3 pontos para o vencedor, nenhum para o perdedor;
- Placar de 3–2: 2 pontos para o vencedor, 1 para o perdedor.

As equipes vencedoras das quartas de final avançam as semifinais e enfrentam as já qualificadas para esta fase e as perdedoras definem da quinta a oitava colocação. As equipes vitorias das semifinais disputam o título na grande final e as perdedoras definem o terceiro lugar.

## Fase classificatória

### Grupo A
|     |          |     | Jogos | Jogos | Jogos | Resultados | Resultados | Resultados | Resultados | Resultados | Resultados | Sets | Sets | Sets  | Pontos | Pontos | Pontos |
| Pos | Equipe   | Pts | T     | V     | D     | 3–0        | 3–1        | 3–2        | 2–3        | 1–3        | 0–3        | V    | P    | R     | V      | P      | R      |
| --- | -------- | --- | ----- | ----- | ----- | ---------- | ---------- | ---------- | ---------- | ---------- | ---------- | ---- | ---- | ----- | ------ | ------ | ------ |
| 1   | Marrocos | 3   | 2     | 1     | 1     | 1          | 0          | 0          | 0          | 1          | 0          | 4    | 3    | 1.333 | 168    | 160    | 1.050  |
| 2   | Nigéria  | 3   | 2     | 1     | 1     | 1          | 0          | 0          | 0          | 0          | 1          | 3    | 3    | 1,000 | 143    | 131    | 1.092  |
| 3   | Senegal  | 0   | 2     | 0     | 2     | 0          | 0          | 0          | 0          | 0          | 2          | 0    | 6    | 0,000 | 109    | 150    | 0.727  |
| 4   | Ruanda   | 6   | 2     | 2     | 0     | 1          | 1          | 0          | 0          | 0          | 0          | 6    | 1    | 6,000 | 182    | 161    | 1.130  |

Nota:Senegal se retirou da competição, e a anfitriã Ruanda que havia se qualificado pela primeira a semifinal, foi acusada pela delegação nigeriana por utilizar quatro atletas brasileiras processo de naturalização irregular junto a FIVB, o campeonato ficou suspenso e após apuração dos fatos o protesto foi aceito pela FIVB, a representação de Ruanda foi desclassificada, terminando automaticamente em último lugar, e as partidas dos dias 16 e 17 foram canceladas.
Resultados
| Data   | Hora  |             | Placar    |             | Set 1 | Set 2 | Set 3 | Set 4 | Set 5 | Total  | Relatório |
| ------ | ----- | ----------- | --------- | ----------- | ----- | ----- | ----- | ----- | ----- | ------ | --------- |
| 12 set | 14:00 | ' Nigéria ' | 3–0       | Senegal     | 25–16 | 25–18 | 25–22 |       |       | 75–56  | 75–56     |
| 12 set | 18:00 | ' Ruanda '  | 3–1       | Marrocos    | 25–19 | 25–18 | 32–34 | 25–22 |       | 107–93 | 107–93    |
| 13 set | 18:00 | Nigéria     | 0–3       | ' Ruanda'   | 22–25 | 23–25 | 23–25 |       |       | 68–75  | 68–75     |
| 15 set | 14:00 | Senegal     | 0–3       | ' Marrocos' | 23–25 | 17–25 | 13–25 |       |       | 53–75  | 53–75     |
| 16 set | 18:00 | Ruanda      | CANCELADO | Senegal     | –     | –     | –     |       |       | 0–0    | 0-0       |
| 17 set | 16:00 | Marrocos    | CANCELADO | Nigéria     | –     | –     | –     |       |       | 0–0    | 0-0       |

### Grupo B
|     |                                |     | Jogos | Jogos | Jogos | Resultados | Resultados | Resultados | Resultados | Resultados | Resultados | Sets | Sets | Sets  | Pontos | Pontos | Pontos |
| Pos | Equipe                         | Pts | T     | V     | D     | 3–0        | 3–1        | 3–2        | 2–3        | 1–3        | 0–3        | V    | P    | R     | V      | P      | R      |
| --- | ------------------------------ | --- | ----- | ----- | ----- | ---------- | ---------- | ---------- | ---------- | ---------- | ---------- | ---- | ---- | ----- | ------ | ------ | ------ |
| 1   | Camarões                       | 9   | 4     | 3     | 1     | 3          | 0          | 0          | 0          | 1          | 0          | 10   | 3    | 3.333 | 225    | 153    | 1.471  |
| 2   | Quênia                         | 9   | 4     | 3     | 1     | 3          | 0          | 0          | 0          | 0          | 1          | 9    | 3    | 3,000 | 285    | 206    | 1.383  |
| 3   | Tunísia                        | 3   | 3     | 1     | 2     | 1          | 0          | 0          | 0          | 0          | 2          | 3    | 6    | 0.500 | 185    | 200    | 0.925  |
| 4   | República Democrática do Congo | 3   | 3     | 1     | 2     | 1          | 0          | 0          | 0          | 0          | 2          | 3    | 6    | 0.500 | 168    | 196    | 0.857  |
| 5   | Burundi                        | 0   | 3     | 0     | 3     | 0          | 0          | 0          | 0          | 0          | 3          | 0    | 9    | 0,000 | 117    | 225    | 0.520  |

Resultados
| Data   | Hora  |                                | Placar    |                                   | Set 1 | Set 2 | Set 3 | Set 4 | Set 5 | Total | Relatório |
| ------ | ----- | ------------------------------ | --------- | --------------------------------- | ----- | ----- | ----- | ----- | ----- | ----- | --------- |
| 12 set | 12:00 | Burundi                        | 0–3       | ' República Democrática do Congo' | 18–25 | 15–25 | 13–25 |       |       | 46–75 | 46–75     |
| 12 set | 16:00 | ' Camarões '                   | 3–0       | Quênia                            | 25–20 | 25–21 | 25–19 |       |       | 75–60 | 75–60     |
| 13 set | 10:00 | Tunísia                        | 0–3       | ' Camarões'                       | 15–25 | 18–25 | 17–25 |       |       | 50–75 | 50–75     |
| 13 set | 12:00 | República Democrática do Congo | 0–3       | ' Quênia'                         | 12–25 | 12–25 | 19–25 |       |       | 43–75 | 43–75     |
| 15 set | 12:00 | ' Camarões '                   | 3–0       | Burundi                           | 25–15 | 25–14 | 25–14 |       |       | 75–43 | 75–43     |
| 15 set | 16:00 | ' Quênia '                     | 3–0       | Tunísia                           | 25–20 | 25–19 | 25–21 |       |       | 75–60 | 75–60     |
| 16 set | 14:00 | Burundi                        | 0–3       | ' Quênia'                         | 8–25  | 9–25  | 11–25 |       |       | 28–75 | 28–75     |
| 16 set | 16:00 | República Democrática do Congo | 0–3       | ' Tunísia'                        | 17–25 | 16–25 | 17–25 |       |       | 50–75 | 50–75     |
| 17 set | 14:00 | Camarões                       | CANCELADO | República Democrática do Congo    | –     | –     | –     |       |       | 0–0   |           |
| 17 set | 18:00 | Tunísia                        | CANCELADO | Burundi                           | –     | –     | –     |       |       | 0–0   |           |

## Fase final

### Chaveamento final
|  | Semifinais |            |            |  |    |          |          |          |
|  | A1         | Marrocos   | 0          |  |    |          |          |          |
|  | B2         | Quênia     | 3          |  |    | Final    | Final    | Final    |
|  |            |            |            |  |    | B2       | Quênia   | 1        |
|  | Semifinais | Semifinais | Semifinais |  | B1 | Camarões | 3        |          |
|  | B1         | Camarões   | 3          |  |    |          |          |          |
|  | A2         | Nigéria    | 0          |  |    | 3° lugar | 3° lugar | 3° lugar |
|  |            |            |            |  |    | A1       | Marrocos | 3        |
|  |            |            |            |  |    | A2       | Nigéria  | 0        |

### Quinto lugar
Resultado
| Data   | Hora  |             | Placar |                                | Set 1 | Set 2 | Set 3 | Set 4 | Set 5 | Total | Relatório |
| ------ | ----- | ----------- | ------ | ------------------------------ | ----- | ----- | ----- | ----- | ----- | ----- | --------- |
| 19 set | 14:00 | ' Tunísia ' | 3–0    | República Democrática do Congo | 25–17 | 25–11 | 25–20 |       |       | 75–48 | 75–48     |

### Semifinais
Resultados
| Data   | Hora  |              | Placar |           | Set 1 | Set 2 | Set 3 | Set 4 | Set 5 | Total | Relatório |
| ------ | ----- | ------------ | ------ | --------- | ----- | ----- | ----- | ----- | ----- | ----- | --------- |
| 19 set | 10:00 | Marrocos     | 0–3    | ' Quênia' | 12–25 | 21–25 | 11–25 |       |       | 44–75 | 44–75     |
| 19 set | 12:00 | ' Camarões ' | 3–0    | Nigéria   | 25–13 | 35–33 | 25–13 |       |       | 85–59 | 85–59     |

### Terceiro lugar
| Data   | Hora  |              | Placar |         | Set 1 | Set 2 | Set 3 | Set 4 | Set 5 | Total | Relatório |
| ------ | ----- | ------------ | ------ | ------- | ----- | ----- | ----- | ----- | ----- | ----- | --------- |
| 19 set | 16:00 | ' Marrocos ' | 3–0    | Nigéria | 25–19 | 25–17 | 25–18 |       |       | 75–54 | 75–54     |

### Final
| Data   | Hora  |        | Placar |             | Set 1 | Set 2 | Set 3 | Set 4 | Set 5 | Total | Relatório |
| ------ | ----- | ------ | ------ | ----------- | ----- | ----- | ----- | ----- | ----- | ----- | --------- |
| 19 set | 18:00 | Quênia | 1–3    | ' Camarões' | 21-25 | 23-25 | 25–15 | 23-25 |       | 92–15 | 92–90     |

## Classificação final
| Posição | Equipe                         |
| ------- | ------------------------------ |
| 1       | Camarões                       |
| 2       | Quênia                         |
| 3       | Marrocos                       |
| 4       | Nigéria                        |
| 5       | Tunísia                        |
| 6       | República Democrática do Congo |
| 7       | Senegal                        |
| 8       | Burundi                        |
| 9       | Ruanda                         |

|  | Qualificados para o Mundial de 2022 |

## Premiações individuais
As jogadoras que se destacaram na competição:
| MVP (Most Valuable Player) | Christelle Nana Tchoudjang | Camarões |
| Melhor atacante            | Sharon Chepchumba          | Quênia   |
| Melhor bloqueadora         | Gladys Ekaru               | Quênia   |
| Melhor sacadora            | Laetitia Moma Bassoko      | Camarões |
| Levantadora                | Alexandra Erhart           | Marrocos |
| Melhor receptora           | Mercy Moim                 | Quênia   |
| Líbero                     | Yousra Souidi              | Marrocos |